# Dirt 5
Dirt 5 (stilisiert: DIRT5) ist ein Rennspiel, das von Codemasters entwickelt und veröffentlicht wurde. Es ist das vierzehnte Spiel in der Colin-McRae-Rally-Serie und das achte Spiel, das den Dirt-Titel trägt. Das Spiel erschien am 6. November 2020 für Microsoft Windows, PlayStation 4 und Xbox One, am 10. November 2020 für Xbox Series X/S und am 12. November 2020 für PlayStation 5. Am 16. Juli 2021 wurde das Spiel für Amazon Luna veröffentlicht. Am 24. März 2021 ist es für Google Stadia erschienen.

## Spielprinzip
Dirt 5 ist ein Rennspiel, das sich auf Offroad-Rennen konzentriert. Zu den Disziplinen innerhalb des Spiels gehören Rallycross, Eisrennen, Stadion-Supertrucks und Geländebuggys. Die Spieler können an Veranstaltungen an einer Vielzahl von Orten teilnehmen, darunter Arizona, Brasilien, Marokko, China, Italien, New York City und Norwegen. Das Spiel umfasst ein dynamisches Wettersystem und die Jahreszeiten, die sich auf das Rennen auswirken; so kann der Spieler beispielsweise nur in den Wintermonaten in New York an Eisrennen teilnehmen. Ein Vier-Spieler-Splitscreen-System wird ebenfalls in das Spiel eingeführt.
Dirt 5 verfügt außerdem über einen narrativen Karrieremodus, in dem der Spielercharakter in einer Reihe von Meisterschaften gegen einen rivalisierenden Fahrer namens Bruno Durand (von Nolan North gesprochen) antreten kann. Der Spieler hat auch einen Mentor namens Alex "AJ" Janiček (gesprochen von Troy Baker), der ihm während seiner gesamten Karriere mit Rat und Tat zur Seite steht.

## Entwicklung und Veröffentlichung
Dirt 5 wurde während der 2020-Xbox-Live-Präsentation angekündigt. Neben der Veröffentlichung für die Plattformen Microsoft Windows, PlayStation 4 und Xbox One wird es auch für die neunte Generation der Videospielkonsolen PlayStation 5 und Xbox Series verfügbar sein. Xbox-Versionen des Spiels unterstützen Microsofts "Smart Delivery"-Programm, das es dem Spieler ermöglicht, die Xbox-One-Kopie des Spiels zu erwerben und die Version der Xbox Series zu erhalten. Besitzer von PlayStation 4 können außerdem ohne zusätzliche Kosten auf die PlayStation-5-Version aktualisieren. Das Spiel wird von Codemasters Cheshire, früher bekannt als Codemasters Evo, entwickelt. Viele seiner Mitarbeiter arbeiteten an Driveclub und MotorStorm. Ursprünglich war eine Veröffentlichung auf PC, Xbox One und PS4 für den 10. Oktober 2020 angekündigt. Die Veröffentlichung für Microsoft Windows, PlayStation 4 und Xbox One erfolgte am 6. November 2020. Zum Release der Xbox Series erschien es auch für diese Plattform, die PlayStation-5-Version folgte am 12. November 2020 in Japan und Nordamerika und am 19. November in Europa. Eine Stadia-Version ist am 24. März 2021 auf den Markt gekommen.

## Rezeption
Dirt 5 hat national und international durchschnittlich gute bis sehr gute Bewertungen erhalten. Die Konsolenversionen wurden dabei laut Metacritic etwas besser bewertet, als Dirt 5 für den PC.

„Dirt 5 bietet euch zahlreiche Strecken und Fahrzeugklassen, aufgeteilt auf massig Events in der umfassenden Karriere, dazu die spannende Playgrounds-Ergänzung und der Multiplayer-Modus. Toll ist hier vor allem der Splitscreen-Modus für vier Spieler. Somit lohnt sich Dirt 5 nicht allein für Solo-Spieler, um zwischendurch eine kleine Runde zu fahren, sondern ebenso für spontane Couch-Koop-Sessions, wenn gerade keine Kontaktbeschränkungen herrschen. Dirt 5 macht einfach Spaß beim Fahren und bietet euch dabei wunderbaren Augenschmaus, für mich das richtige Arcade-Rennspiel zur richtigen Zeit, das mich mit Sicherheit noch eine Weile beschäftigt.“

„Dieses Dirt 5 könnte tatsächlich als schmutziger Bruder von Grid durchgehen: Die Karrierestruktur ist abgesehen von der fürchterlichen Podcast-Einbindung recht ähnlich und auch bei der simplen, aber spaßigen Fahrphysik mit starker Arcade-Ausrichtung erkennt man viele Parallelen. Mit viel Rempel-Action, waghalsigen Sprungeinlagen und dem famosen Wettersystem werden außerdem wohlige Erinnerungen an Motorstorm wach.“